# Iryanthera megistocarpa
Iryanthera megistocarpa là một loài thực vật có hoa trong họ Myristicaceae. Loài này được A.H. Gentry mô tả khoa học đầu tiên năm 1975.